# ملقى الاودة (القبيطة)

تعديل مصدري - تعديل

ملقى الاودة هي إحدى قرى عزلة كرش بمديرية القبيطة التابعة لمحافظة لحج، بلغ تعداد سكانها 133 نسمة حسب تعداد اليمن لعام 2004.